# Sergiu Tudose
Sergiu Tudose (n. 12 februarie 1936, Mărculești, România – d. 28 decembrie 2018, Iași, România) a fost un actor român și profesor în cadrul Universității de Arte „George Enescu” din Iași. A jucat din 1962 la Teatrul Național „Vasile Alecsandri” din Iași. 

## Biografie
Sergiu Tudose s-a născut în anul 1936, Mărculești, județul Soroca – Basarabia, acolo unde, tatăl lui, originar din Iași, care era preot, a primit parohia Mărculești.
A absolvit, în 1959, Institutul de Artă Teatrală și Cinematografică „I.L. Caragiale” din București, la clasa profesorului Alexandru Finți, asistent George Rafael.
În 2002 i s-a oferit Medalia „Meritul cultural” – gradul de Cavaler – pentru întreaga activitate, decorație oferită de Președintele României, Ion Iliescu.

## Carieră
Sergiu Tudose a fost actor, mai întâi, între 1959 și 1961, la Teatrul „Mihai Eminescu” din Botoșani. Din 1962 a fost actor la Teatrul Național „Vasile Alecsandri”, Iași.
Sergiu Tudose a fost unul dintre actorii care, în anul 1990, au reînființat școala ieșeană de teatru în cadrul Universității de Arte „George Enescu”, Iași.

## Viață privată
Unchiul dinspre mamă a fost actorul George Popovici. A fost căsătorit de două ori, prima soție a fost actrița Cristina Deleanu iar a doua actrița Violeta Popescu, alături de care a avut o fiică, actrița Catinca Tudose.

## Teatrografie

### Teatrul „Mihai Eminescu” Botoșani
- Ion  – Ediție specială de M. Pârvulescu, regia: Radu Miron – 1959
- Chiriac  – O noapte furtunoasă de I. L. Caragiale, regia: Alexandru Finți, 1959
- Romeo Ionescu – Ziariștii de Alexandru Mirodan, regia: Alexandru Finți, 1959
- Malcolm Stritton – Au ajuns la un oraș de John Boynton Priestley, regia: Alexandru Finți, 1959
- Biondello  – Femeia îndărătnică de William Shakespeare, regia: Ion Șahighian, 1960
- Ferdinand – Intrigă și iubire, de Friedrich Schiller, regia: Ion Șahighian, 1960
- Cațavencu – O scrisoare pierdută de I. L. Caragiale, regia: Ion Șahighian, 1961
- Cheryl Sandman - Celebrul 702 de Al. Mirodan, regia: A. Kunner, 1961
- Nil - Micii burghezi de Maxim Gorki, regia: Ariana Kunner Stoica, 1961

### Teatrul Național „Vasile Alecsandri” Iași
- Băiatul – Adam și Eva de Aurel Baranga, regia: George Teodorescu, 1962
- Ioșca – Nuntă la castel de Süto Andras, regia: Ștefan Dănciulescu, Teofil Vâlcu, 1962
- Grey, Mesager 3 – Richard III de William Shakespeare, regia: Mircea Marosin, 1963
- Kudriaș – Furtuna de Aleksandr Nikolaevici Ostrovski, regia: G. Teodorescu, 1963
- Piotrovsky – Răzvan și Vidra de Bogdan Petriceicu Hașdeu, regia: Ion Olteanu, 1963
- Traian – Titanic vals de Tudor Mușatescu, regia: Ion Lascăr – 1964
- Ezekiel – Vrăjitoarele din Salem de Arthur Miller, regia: Dinu Negreanu – 1964
- Directorul – O femeie cu bani de George Bernard Shaw, regia: Dinu Negreanu – 1964
- Un mecanic – Jocul de-a vacanța de Mihail Sebastian, regia: George Rafael – 1964
- Britannicus – Britannicus de Racine, regia: M. Marosin – 1965
- Marat – Bietul meu Marat de Aleksei Nicolaevici Arbuzov, regia: Saul Taișler, Virgil Raiciu – 1965
- Gervais – Becket de Jean Anouilh, regia: Sorana Coroamă-Stanca – 1966
- Peter Niels – Din jale se întrupează Electra de Eugene O’Neill, regia: Crin Teodorescu
- Un actor – Căruța cu paiațe de Mircea Ștefănescu, regia: Nicolae Alexandru Toscani – 1966
- Sommer – Despot-Vodă de Vasile Alecsandri, regia: Crin Teodorescu – 1966
- Radu – Veac de iarnă de Ion Omescu, regia: Ion Omescu și Crin Teodorescu – 1967
- Un corifeu – Filoctet de Sofocle, regia: Aurel Manea – 1967
- Annibale Baglioni - Nunta din Perugia de Alexandru Kirițescu, regia: Sorana Coroamă-Stanca – 1967
- Pascalide – Opinia publică de Aurel Baranga, regia: C. Teodorescu – 1968
- James Tyrone Jr. – Lungul drum al zilei către noapte de Eugene O’Neill, regia: Sorana Coroamă-Stanca – 1968
- Cântărețul de balade – Viața lui Galilei de Bertold Brecht, regia: Fritz Bennewitz – 1968
- Durac - Săgetătorul de Ion Omescu, regia: Sorana Coroamă-Stanca – 1968
- Talthybiu – Troienele de Euripide, regia: Anca Ovanez - Doroșenco – 1969
- Negustorul - Lumpacius Vagabondus de Johann Nepomuk Nestroy, regia: Virgil Raiciu, Mauriciu Sekler – 1969
- Trigorin – Pescărușul de A. P. Cehov, regia: Cătălina Buzoianu – 1969
- Murad III – Chiajna de Ion Luca, regia Dan Alexandrescu – 1970
- Shannon – Noaptea iguanei de Tennessee Williams, regia: Sorana Coroamă-Stanca – 1970
- John Worthing – Ce înseamnă să fii onest de Oscar Wilde, regia: Dan Nasta – 1971
- A. I. Cuza – Povestea unirii de Tudor Șoimanu, regia: Dan Nasta – 1971
- Alecu – Iașii în carnaval de Vasile Alecsandri, regia: Cătălina Buzoianu – 1972
- Alexandru Ioan Cuza – Povestea Unirii de Tudor Șoimaru, regia: Dan Nasta – 1973
- Pascalide – Opinia publică de Aurel Baranga, regia: Crin Teodorescu – 1973
- Mihu - Petru Rareș de Horia Lovinescu, regia: Sorana Coroamă Stanca – 1973
- Șoimul – Istoria ieroglifică de Dimitrie Cantemir, regia: Cătălina Buzoianu – 1973
- Gheorghe – Sâmbătă la veritas de Mircea Radu Iacoban, regia: Mircea Radu Iacoban și Saul Taișler – 1974
- Polixen – Poveste de iarnă de William Shakespeare, regia: Cătălina Buzoianu – 1974
- Pedro Chavez - Vânătoarea regală a soarelui de Peter Schaffer, regia: Letiția Popa – 1975
- Dorante – Burghezul gentilom de Molière, regia: Virgil Tănase – 1975
- Neacșu Rojniță - Noaptea de Mircea Radu Iacoban, regia: Sorana Coroamă-Stanca – 1975
- Regele Ignațiu – Ivona, principesa Burgundiei de Witold Gombrowicz, regia: Brandy Barasch – 1976
- Mercur – Amfitrion de Peter Hacks, regia: Călin Florian – 1976
- State Zamfir - Reduta de Mircea Radu Iacoban, regia: Sanda Manu - 1976
- Gelu Ruscanu – Jocul ielelor de Camil Petrescu, regia: Tudor Florian – 1977
- Edek – Tango de Slawomir Mrozek, regia: Cristian Hadji-Culea – 1977
- Trofimov – Livada de vișini de A. P. Cehov, regia: Valeriu Moisescu – 1978
- Paznicul – Antigona de Sofocle, regia: Tudor Florian – 1979
- Von Schlettow – Căpitanul din Kopenick de Carl Zuckmayer, regia: Cristian Hadji-Culea – 1979
- Gavril – Paznici de noapte de Stratis Karras, regia: Sorina Mirea – 1979
- Cepurnoi – Copiii soarelui de Maxim Gorki, regia: Sorina Mirea – 1980
- Dr. Șmil – Apus de soare de Barbu Ștefănescu Delavrancea, regia: Nicoleta Toia – 1980
- Filip II – Don Carlos de Friedrich Schiller, regia: Dan Nasta – 1980
- John – Noaptea tăcerii, noaptea singurătății de Robert Anderson, regia Nicoleta Toia – 1981
- Musiu Șarl – Chirița în provincie de Vasile Alecsandri, regia: Alexandru Dabija – 1981
- Peer Gynt – Spectacol de balet de Henrik Ibsen și Edvard Grieg, regia: Sergiu Tudose – 1981 (Opera Română)
- Jacques melancolicul – Cum vă place de William Shakespeare, regia: Nicoleta Toia - 1982
- Meta – Preferam să mor de râs de Nelu Ionescu, regia: Eugen Todoran – 1982
- Stăpânul – Jacques fatalistul de Denis Diderot, regia: Dan Nasta – 1982
- Zilov – Vânătoarea de rațe de Alexandr Vampilov, regia: Nicolae Scarlat – 1982
- Fratele - Față în față cu teatrul după Ion Sava, regia: Mirel Ilieșiu – 1983
- Lache - Premieră la Union după I. L. Caragiale, regia: Marina Emandi-Tiron – 1983
- Titulescu – Marea Unire de Mircea Filip, regia: Dan Nasta – 1983
- Cuza – Povestea Unirii de Tudor Șoimaru, regia: Dan Nasta - 1984
- Maiorul – Familia Tot de Istvan Orkeny, regia: Beke Sandor – 1984
- Tiranul Siracuzei – Arma secretă a lui Arhimede de Dumitru Solomon, regia: Dragoș Golgoțiu – 1986
- Oberon – Visul unei nopți de vară de William Shakespeare, regia: Cristina Ioviță – 1986
- Rică Venturiano – O noapte furtunoasă de I. L. Caragiale, regia: Ovidiu Lazăr – 1986
- Algernon Moncrieff – Prietenul meu Bumbury (musical în colaborare cu Opera Română Iași) de G. Natschinschi, regia: Marina Tiron-Emandi – 1986
- Ștefan – Săptămâna patimilor de Paul Anghel, regia: Dan Stoica – 1987
- Prof. Higgins – My fair lady (musical în colaborare cu Opera Română Iași) de Fr. Loewe, regia: Zaharescu – 1987
- Ivanov – Ivanov de A. P. Cehov, regia: Ovidiu Lazăr – 1988
- Tatăl – Tatăl de August Strindberg, regia: Dan Alexandrescu – 1989
- Capselanul – Scadența de E. Canetti, regia: Ovidiu Lazăr – 1989
- Robert – Trădarea de Pinter, regia: Nicoleta Toia – 1990
- Robespierre – Robespierre de George Astaloș, regia: Eugen Todoran – 1991
- Socrate – Norii de Aristofan, regia: Ovidiu Lazăr – 1992
- Diavolul – Povestea soldatului (balet în colaborare cu Opera Română Iași) – Igor Fiodorovici Stravinski, regia: Anda Tăbăcaru – 1992
- Critias – Socrate de Dumitru Solomon, regia: Nicolae Scarlat – 1992
- Mauro – Cu cărțile ascunse de Antonio Buero Vallejo, regia: Mircea Marin – 1992
- Actorul bătrân – Astă seară se improvizează – Luigi Pirandello, regia: Irina Popescu Boieru – 1993
- Bertoldo – Bertoldo la curte de Massimo Dursi, regia: Irina Popescu Boieru – 1994
- Ovidiu – Viața și pătimirile lui Ovidiu Publius Naso de Paul Miron, regia: Ovidiu Lazăr – 1994
- George – Cui i-e frică de Virginia Woolf ? de Eduard Albee, regia: Silvia Ionescu – 1995
- Molière – Cabala bigoților de Mihail Bulgakov, regia: Horea Popescu – 1996
- Teodorini – Muza de la Burdujeni de Costache Negruzzi, regia: Sorana Coroamă Stanca – 1996
- Satin – Azilul de noapte de Maxim Gorki, regia: Cristian Hadji-Culea – 1997
- Bătrânul rabin – Teibele și demonul ei de Isaac Bashevis-Singer, regia: Alexander Hausvater – 1998
- Isidoro – Gâlcevile din Chioggia de Carlo Goldoni, regia: Alexandru Dabija – 1999
- Pastorul Manders – Strigoii de Henrik Ibsen, regia: Ovidiu Lazăr – 1999
- Gaev – Livada de vișini de A. P. Cehov, regia: Alexander Hausvater – 2000
- Gerardo Escobar – Fecioara și moartea de Ariel Dorfman, regia: Petru Vutcărău – 2001
- Cațavencu – O scrisoare pierdută de I. L. Caragiale, regia: Virgil Tănase – 2001
- Jacques tatăl – Jacques sau supunerea. Viitorul e în ouă de Eugen Ionesco, regia: Moshe Yassur – 2003
- Doftorul Șmil – Apus de soare de Barbu Ștefănescu Delavrancea, regia: Eugen Todoran – 2004
- Archie Rice – Cabotinul de John Osborne, regia: Cezar Ghioca – 2004
- Regele Ignațiu – Ivona, principesa Burgundiei de Witold Gombrowicz, regia: Ovidiu Lazăr – 2004
- Dr. Freud – Vizitatorul de Eric Emmanuel Schmitt, regia: Marius Oltean – 2005
- Ivan Ivanovici – Baia de Vladimir Maiakovski, regia: Ovidiu Lazăr – 2007
- Vucea – Nota 0 la purtare de O. Sava, regia: C. Brehnescu – 2001
- Cotrone zis și  Vrăjitorul- Uriasii muntilor de Luigi Pirandello, regia: Silviu Purcarete - 2009
- Popugaicikov - A murit Tarelkin! de A.V. Suhovo-Kobâlin, regia-Ovidiu Lazăr, 2014

## Televiziune
- Petre – serialul „Mușatinii” (scenariu realizat de Sorana Coroamă după trilogia istorică de Barbu Ștefănescu Delavrancea) - 1971
- Gârțu – „Explozie întârziată” de Paul Everac, regia: Eugen Todoran - 1984
- Pierre – „Oaspete în faptul serii” de Eugen Lovinescu, regia: Eugen Todoran - 1985
- Mauro – „Cu cărțile pe față” de Vallejo - 1993}

## Filmografie
- Noiembrie, ultimul bal (1989)
- Chirița în provincie - 2002
- Femeia visurilor - 2005